# Alan Cottrell
Alan Howard Cottrell, FRS (17 de julio de 1919 – 15 de febrero de 2012) fue un metalúrgico y físico británico.

## Educación
Cottrell obtuvo su Bachelor of Science en la Universidad de Birmingham en 1939 y después se doctoró investigando el proceso de soldadura en 1942.

## Carrera
Cottrell se unió al profesorado de la universidad en Birmingham en 1949 y revolucionó el departamento al introducir los conceptos de la moderna física del estado sólido. En 1955 pasó al A.E.R.E. Harwell donde fue Responsable Adjunto de Metalurgia bajo Monty Finniston.
Entre 1958 y 1965 Cottrell fue Profesor Goldsmiths de Metalurgia en la Universidad de Cambridge y miembro del Christ's College. Trabajó como asesor gubernamental en varios puestos, incluyendo el de Asesor Científico Jefe entre 1971 y 1974. Tras ello pasó a ser decano del Jesus College, entre 1973 y 1986, y vicecanciller de la Universidad de Cambridge entre 1977-1979.
Fue el primer ganador de la Medalla y Premio A. A. Griffith (1965). Cottrell fue elegido Miembro de la Royal Society (FRS) en 1955 y ganó su Medalla Hughes in 1961. Fue la primera de una serie de premios que incluye la Medalla Francis J. Clamer en 1962, la Medalla de Oro James Douglas en 1974, la Medalla Rumford en 1974, el Premio Harvey en 1974 y la Medalla Copley en 1996. Fue nombrado caballero en 1971. Fue miembro de la Real Academia de las Ciencias de Suecia. Cottrell recibió doctorados honorarios de la Universidad de Essex en julio de 1982[cita requerida] y de la Universidad de Bath en 1973.
Cottrell murió el 15 de febrero de 2012 tras una breve enfermedad.

## Obras escogidas
- Theoretical Structural Metallurgy (1948) (E Arnold; 2nd Revised edition edition (January 1, 1955)) (ISBN 0713120436)
- Dislocations and Plastic Flows in Crystals (1953)
- Superconductivity (1964) (Harwood Academic (Medical, Reference and Social Sc; n edition (December 1964)) (ISBN 0677000650)
- An Introduction to Metallurgy (1967)
- Portrait of Nature : the world as seen by modern science (1975)
- How Safe is Nuclear Energy? (1982) (Heinemann Educational Publishers (June 29, 1981)) (ISBN 0435541757)
- Concepts in the Electron Theory of Alloys (1998)